# ۱۳۴۱ (میلادی)
۱۳۴۱ (میلادی) هزار و سیصد و چهل و یکمین سال تقویم میلادی است.

## درگذشتگان
- ۱۵ ژوئن - آندرونیکوس سوم، امپراتور بیزانس

‎